# 五香粉

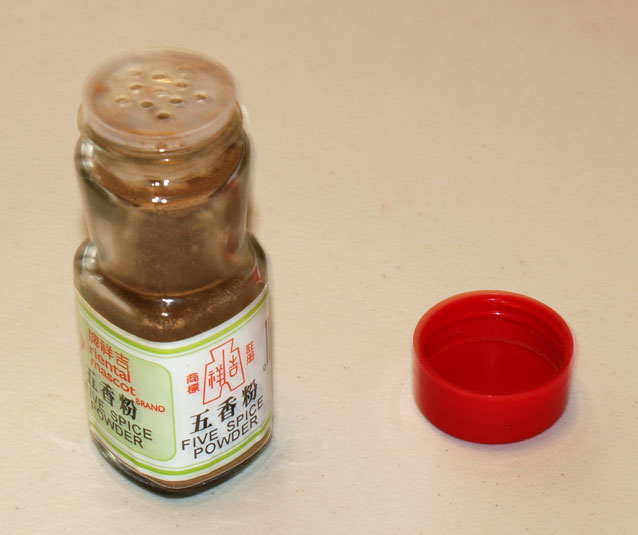
五香粉

五香粉是常用於中餐烹飪的辛香調味品。由五种辛香料混合而成，因而得名五香粉。

## 成份
五香粉的基本成份是磨成粉的花椒、八角、桂皮、丁香、小茴香。有些配方裡還有乾薑黃、豆蔻、甘草、胡椒、陳皮等，用來代替在當地比較貨源較少的香料。不同的配方亦對各種香料的比例有不同的搭配。

## 用途
主要用於燉製的肉類或者家禽菜肴，或是加在鹵汁中增味或拌餡，又或拌入鹽裡作中式油炸食物的沾料，而五香鹽亦可用來做填肚料。

## 外部連結
- 舒潔生活魔法師：美食與香料的對話 - 五香粉
- AboutDishes.com：調味料：五香粉（页面存档备份，存于）
- 雅虎知識：五香粉用邊五種材料？

1. ↑  陳凱詩. . 自由時報. 2018-08-22  [2025-05-28].